# Gucci Gang
"Gucci Gang"은 미국의 래퍼 릴 펌의 싱글로, 다 라이츠 글로벌과 워너 레코드를 통해 2017년 8월 30일에 발매되었다. 미국 빌보드 핫 100 3위를 기록했고, 빌보드 뮤직 어워드 탑 스트리밍 노래 후보에 올랐다.

## 음악 및 가사
릴 펌은 "둥둥거리는 드럼과 흐릿한 피아노 멜로디"를 담은 트랩 비트 위에서 특유의 "카리스마 넘치고 여유로운 플로우"를 선보인다.

## 뮤직 비디오
릴 펌은 훈련된 호랑이와 함께 복도를 걷는다.
블레스드 새크라멘트 스쿨은 로스앤젤레스 대교구의 허락을 받지 않고 대마초가 나오는 뮤직 비디오를 촬영해 논란이 되었다.

## 평가
<이즘>의 이수호는 노래에 5점 만점에 2.5점을 주었다. 그는 "몽환적인 비트 위에서 별 내용 없는 가사를 2분 간 내뱉고 나면 남는 것은 구찌 갱, 구찌 갱, 구찌 갱, 구찌 갱하는 중독적인 훅"이라고 평했다. <핫뉴힙합>의 미치 핀들레이는 노래의 대부분이 'Gucci Gang'의 반복으로 이루어져 있으나, 릴 펌이 가끔 발전의 순간을 보여준다고 평했다. 한편 그가 계속 가사를 마약에 대해서만 쓴다면 예술가로서 오래갈 수 없을 것이라고 비판했다.
<인사이더>의 제이콥 샴시언은 노래를 '끔찍하다'고 평했고, '2017년 가장 과대평가된 노래 13곡' 목록에 포함시켰다.

### 연말 목록
| 출판사     | 목록                    | 순위 | 각주  |
| ---------- | ----------------------- | ---- | ----- |
| <콤플렉스> | 2017년 최고의 노래 50곡 | 47   | [ 7 ] |
| <지니어스> | 2017년 최고의 노래 50곡 | 50   | [ 1 ] |

## 패러디
"Gucci Gang"은 유튜브에서 수많은 밈을 생산했다.
새터데이 나이트 라이브의 피트 데이비드슨은 릴 펌으로 분장해 스탠리 투치를 기념하는 패러디 뮤직 비디오 "Tucci Gang"을 촬영했다.

## 수상 및 후보
| 시상식             | 연도 | 부문                      | 결과 | 각주   |
| ------------------ | ---- | ------------------------- | ---- | ------ |
| 빌보드 뮤직 어워드 | 2018 | 탑 스트리밍 노래 (비디오) | 후보 | [ 10 ] |

## 차트 성적
"Gucci Gang"은 디키 굿맨의 "Mr. Jaws"가 1975년에 4위에 오른 이후 핫 100 탑 10에 진입한 가장 짧은 노래이다.

## 차트
| 차트 (2017–18)                   | 최고 순위 |
| -------------------------------- | --------- |
| 오스트레일리아 (ARIA)            | 18        |
| 오스트리아 (Ö3 오스트리아 탑 40) | 30        |
| 벨기에 (울트라탑 50 플랑드르)    | 42        |
| 벨기에 (울트라탑 50 왈로니아)    | 34        |
| 캐나다 (캐나디안 핫 100)         | 3         |
| 체코 (싱글 디지털 탑 100)        | 13        |
| 덴마크 (트랙리슨)                | 24        |
| 핀란드 (수오멘 비랄리넨 리스타)  | 13        |
| 프랑스 (SNEP)                    | 15        |
| 독일 (GfK 엔터테인먼트 차트)     | 35        |
| 헝가리 (싱글 Top 40)             | 30        |
| 헝가리 (스트림 Top 40)           | 11        |
| 아일랜드 (IRMA)                  | 31        |
| 이탈리아 (FIMI)                  | 24        |
| 네덜란드 (싱글 톱 100)           | 27        |
| 뉴질랜드 (리코디드 뮤직 NZ)      | 15        |
| 노르웨이 (VG-리스타)             | 20        |
| 포르투갈 (AFP)                   | 10        |
| 스웨덴 (스베리예토프리스탄)      | 19        |
| 스위스 (슈바이처 히트파라데)     | 25        |
| 영국 싱글 (오피셜 차트 컴퍼니)   | 27        |
| 미국 (빌보드 핫 100)             | 3         |
| 미국 (핫 알앤비/힙합 송)         | 2         |

| 차트 (2017)                     | 순위 |
| ------------------------------- | ---- |
| 헝가리 (스트림 탑 40)           | 71   |
| 미국 핫 알앤비/힙합 송 (빌보드) | 58   |
| 미국 스트리밍 송 (빌보드)       | 70   |

## 인증
| 국가                               | 인증        | 판매량/출하량 |
| ---------------------------------- | ----------- | ------------- |
| 오스트레일리아 (ARIA)              | 2× 플래티넘 | 140,000       |
| 벨기에 (BEA)                       | 골드        | 10,000        |
| 캐나다 (뮤직 캐나다)               | 2× 플래티넘 | 160,000       |
| 덴마크 (IFPI Danmark)              | 골드        | 45,000        |
| 프랑스 (SNEP)                      | 플래티넘    | 133,333       |
| 독일 (BVMI)                        | 골드        | 200,000       |
| 이탈리아 (FIMI)                    | 플래티넘    | 50,000        |
| 뉴질랜드 (RMNZ)                    | 골드        | 15,000        |
| 폴란드 (ZPAV)                      | 골드        | 25,000        |
| 포르투갈 (AFP)                     | 플래티넘    | 10,000        |
| 스위스 (IFPI 스위스)               | 골드        | 10,000        |
| 영국 (BPI)                         | 골드        | 400,000       |
| 미국 (RIAA)                        | 5× 플래티넘 | 5,000,000     |
| 판매량+스트리밍을 기반으로 한 인증 |             |               |